# Cathédrale de Todi
La cathédrale de la Très Sainte Annonciation (Concattedrale della Santissima Annunziata en italien) est une cocathédrale du diocèse d'Orvieto-Todi située à Todi, ville italienne située en Ombrie. Du haut de ses escaliers, elle domine le côté nord de la Piazza del Popolo. 

## Historique
La cathédrale se dresse sur le site d'un édifice qui bordait le forum romain de Todi.
Sa construction remonte aux premières années du XIIe siècle.

## Architecture

### La façade occidentale
L'édifice possède une belle façade romane rectangulaire. Cette façade tripartite est rythmée par quatre grands pilastres et est ornée de trois rosaces et de trois portails.
Le compartiment central possède un grand portail surmonté d'un arc légèrement brisé aux claveaux polychromes et orné de rinceaux. Ce portail central est surmonté d'une immense rosace finement ciselée. 
Les compartiments latéraux, quant à eux, possèdent chacun un portail et une rosace de taille plus modeste.

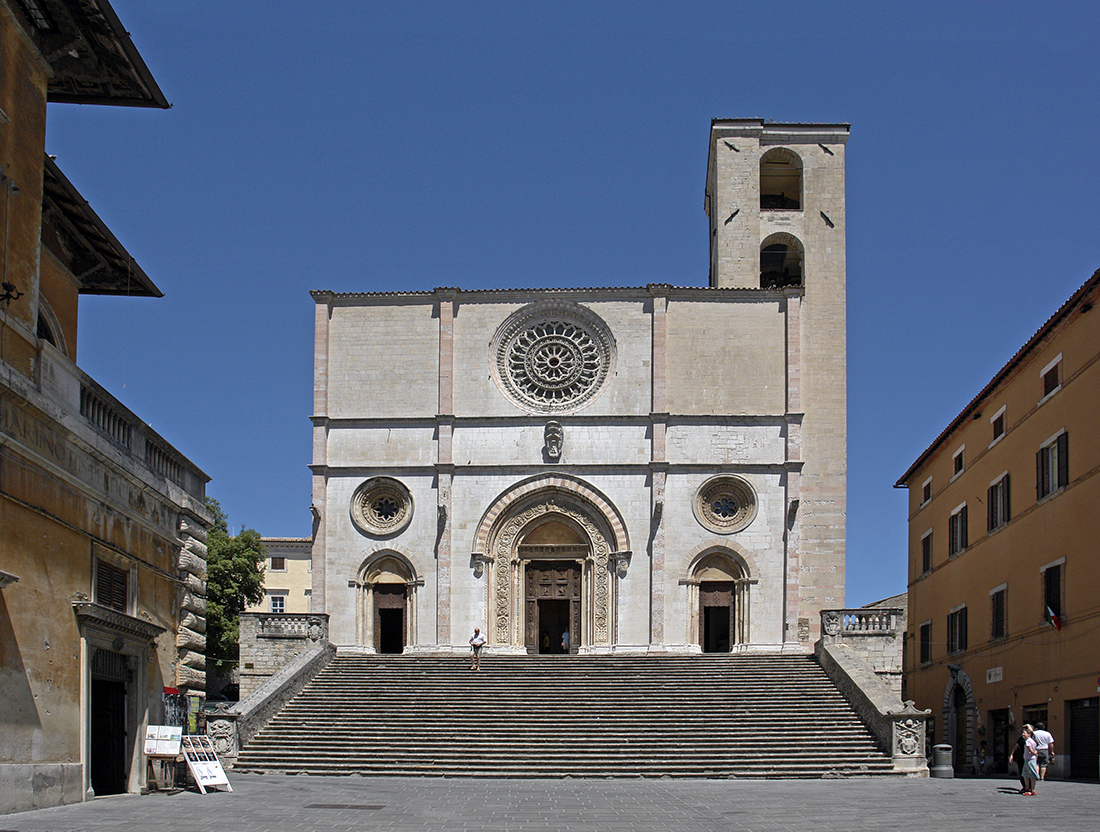
La façade occidentale.

## Le chevet

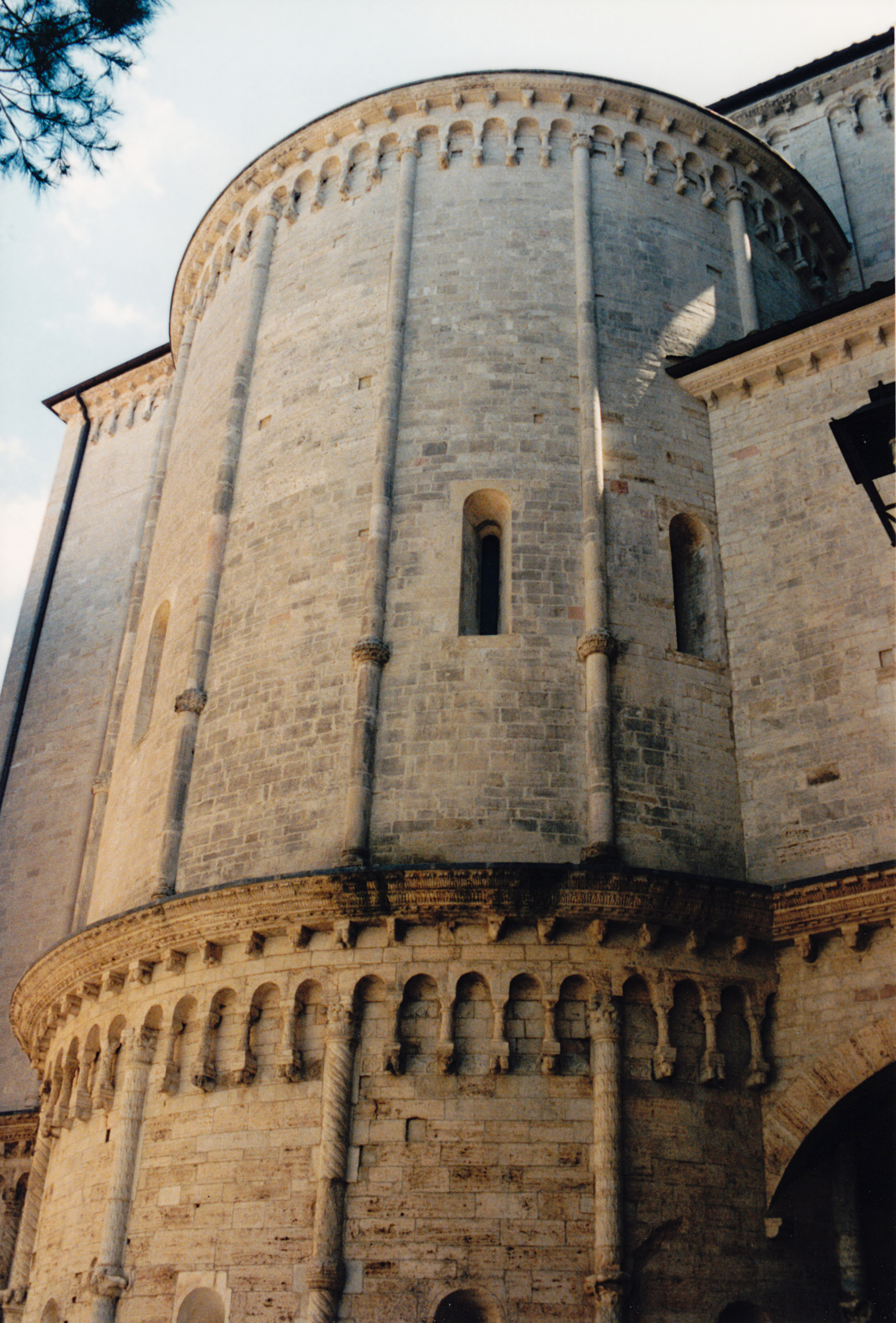
Le chevet roman.

Le chevet roman du XIIIe siècle ne le cède en rien à la façade occidentale. Il possède une abside semi-circulaire rythmée par de fines colonnes engagées, dont certaines sont ornées de torsades.
Ce chevet est divisé en deux registres étagés verticalement, couronné chacun d'arcatures supportées par des colonnettes et surmonté d'une corniche ornée de feuilles d'acanthe et de billettes, supportée par des modillons sculptés.

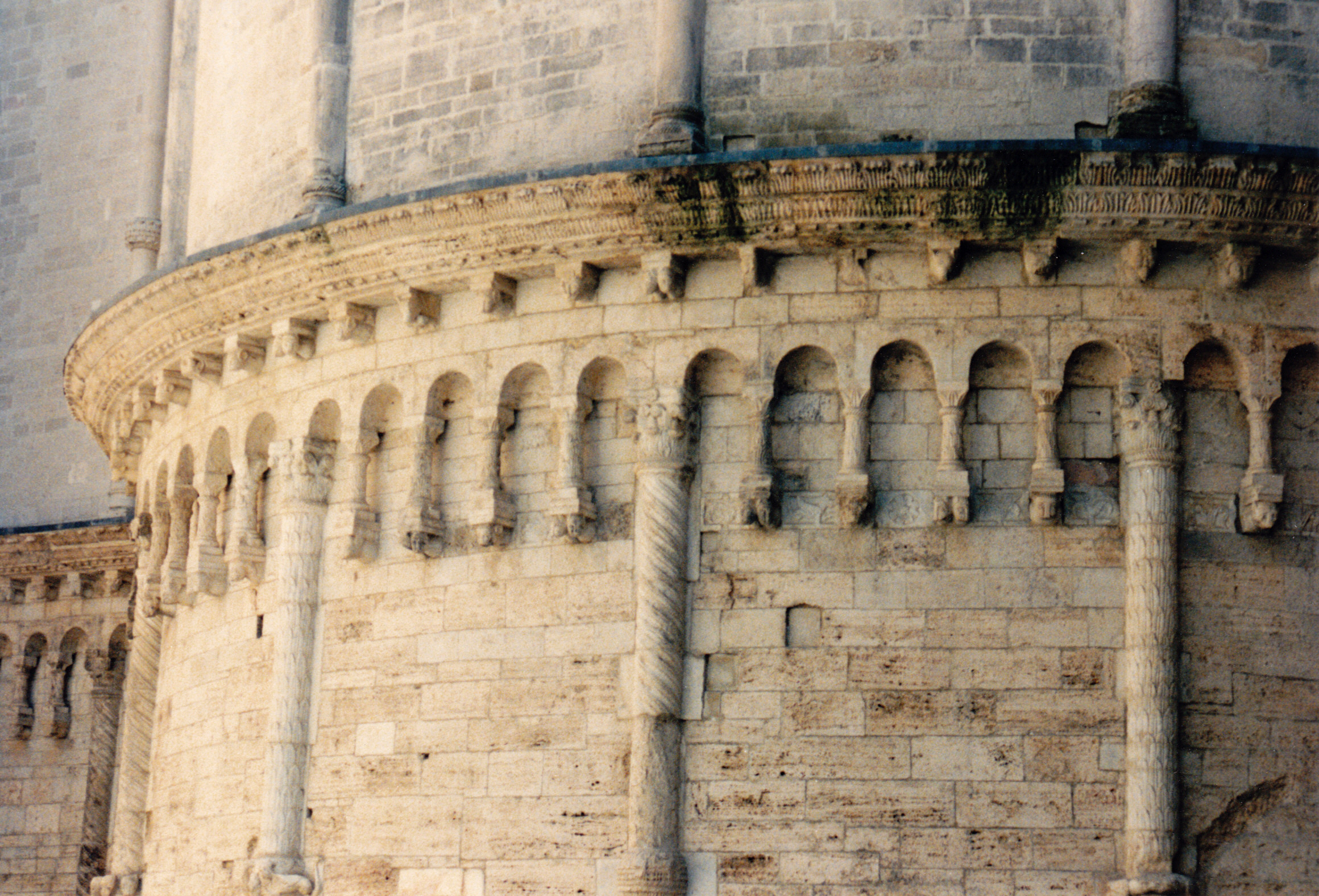
Arcatures et corniche du registre inférieur du chevet.